# Oxalis tuberosa
Oxalis tuberosa (oca ) là một loài thực vật có hoa trong họ Chua me đất. Loài này được Molina mô tả khoa học đầu tiên năm 1782.

## Hình ảnh

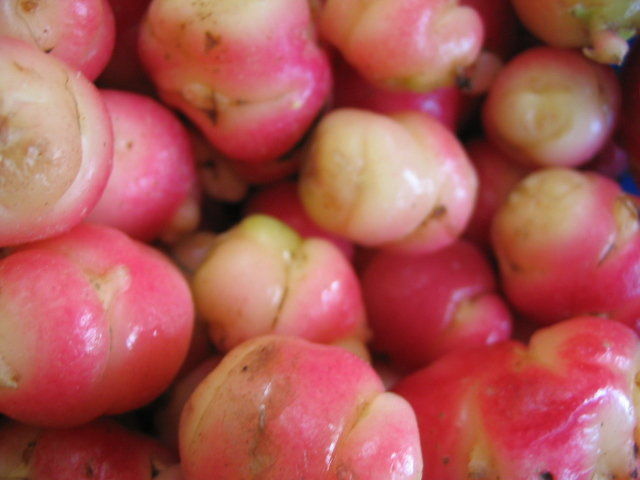
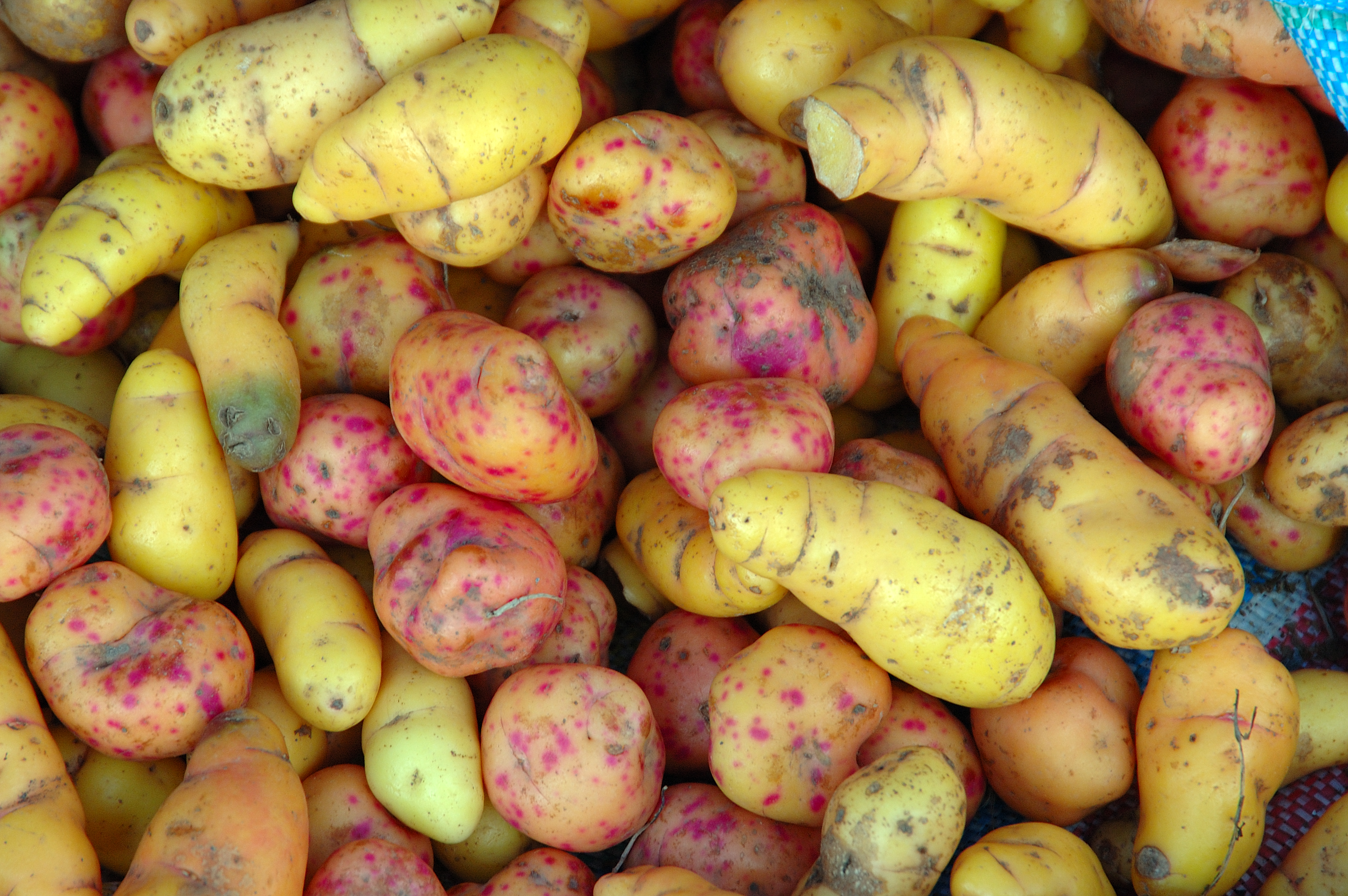
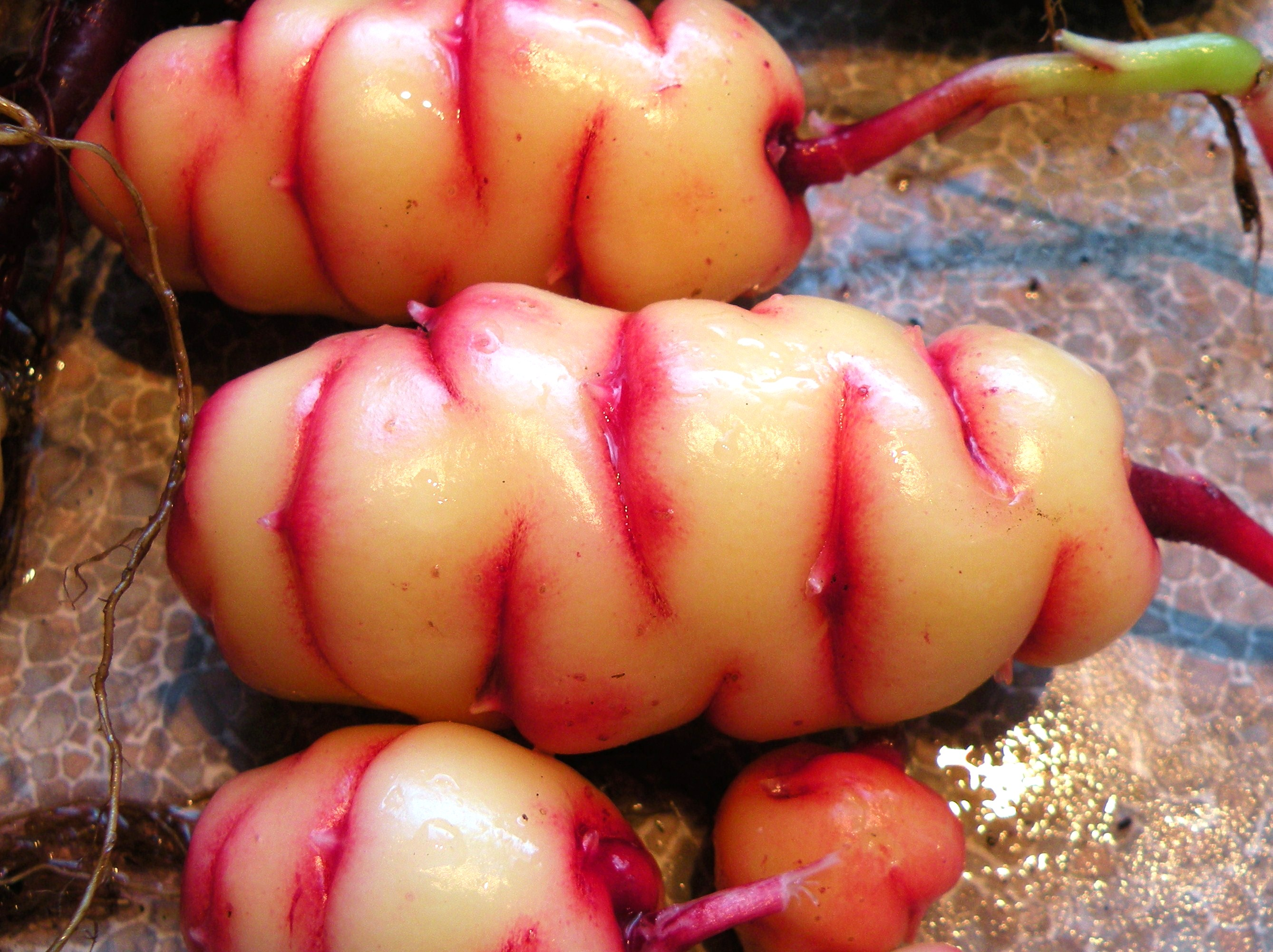
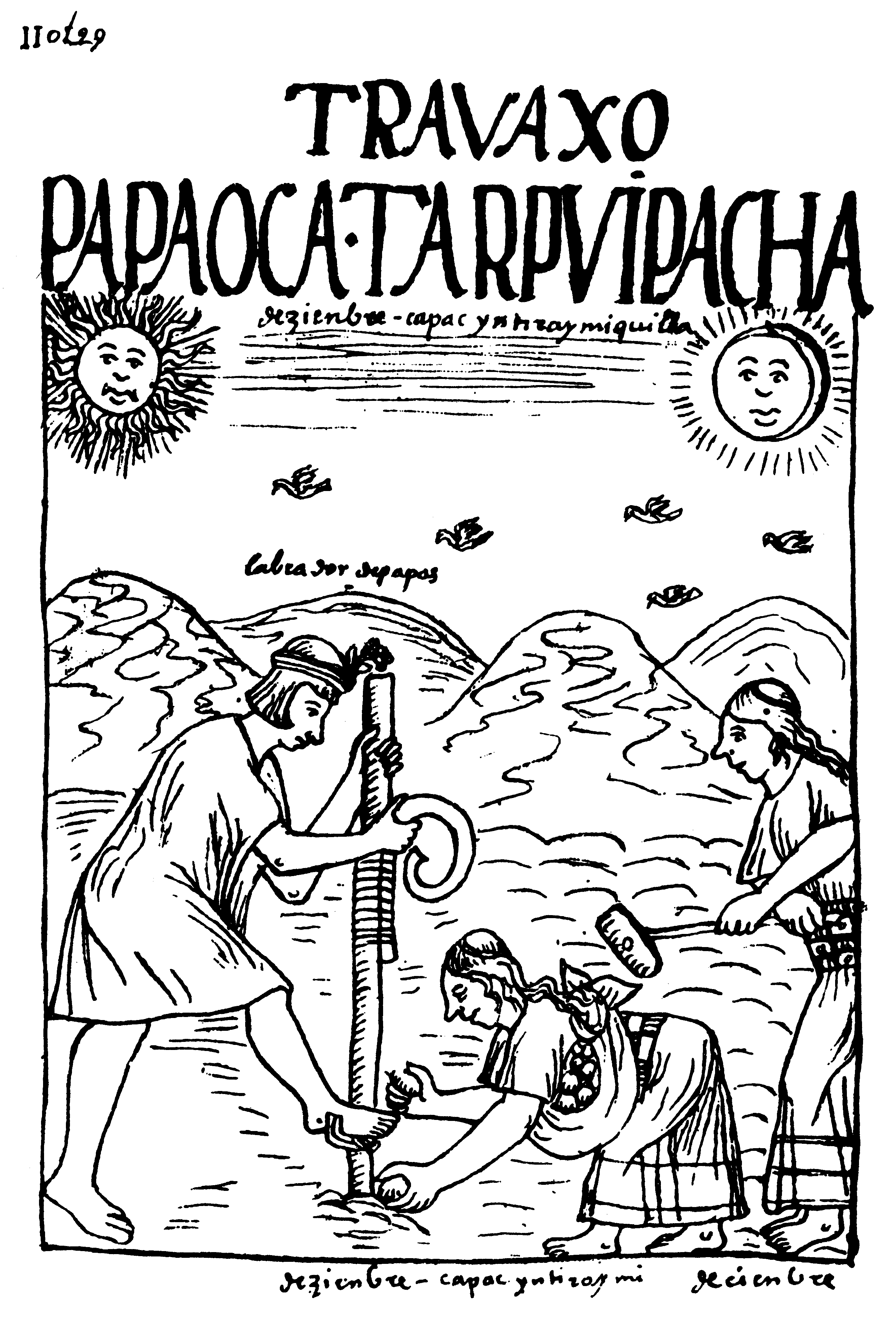